# 尼古拉·阿纳托利耶维奇·叶夫梅诺夫
尼古拉·阿纳托利耶维奇·叶夫梅诺夫（俄语：Николай Анатольевич Евменов，1962年4月2日—）是俄罗斯海军上将，2019年5月至2024年3月就任海军总司令。

## 经历
1962年4月2日出生于莫斯科。毕业于列宁共青团高等海军潜水领航学校和库兹涅佐夫海军学院。2012年4月至9月，担任太平洋舰队潜艇部队指挥官。
2012年9月起，担任北方舰队参谋长。2016年4月6日，就任北方舰队司令员。2017年12月12日，晋升海军上将军衔。
根据2019年5月3日俄罗斯联邦总统令，他被任命为俄罗斯海军总司令。同年11月，叶夫梅诺夫访问日本，在与日本海上自卫队海上幕僚長山村浩合影时，背景挂有日俄战争对马海战中击败俄罗斯舰队东乡平八郎的照片，引发争议。
2021年3月26日，與總統普廷的視訊報告中公布了白熊2021演習多張照片，只見3艘核動力潛艦在半徑300公尺的範圍內，同時突破1.5公尺厚的北極冰層浮上水面，這是俄羅斯海軍歷史上的首次創舉。白熊2021演習於法蘭士約瑟夫地群島附近舉行，目的是在極端天氣條件下測試俄羅斯的軍備能力。自從普廷將北極視為至關重要的地區之後，俄國已加強當地的防務。
2024年3月，在乌克兰成功在刻赤海峡附近击毁俄罗斯黑海舰队的谢尔盖·科托夫号巡逻舰以后，俄罗斯媒体援引消息来源报道称，尼古拉·叶夫梅诺夫已在3月11日被解除海军总司令职位。

## 荣誉
- 亚历山大·涅夫斯基勋章（2016年）
- 军功勋章（2006年）
- 海事功勋勋章（2015年）